# Bloomer-Dailey House and Balmville Tree

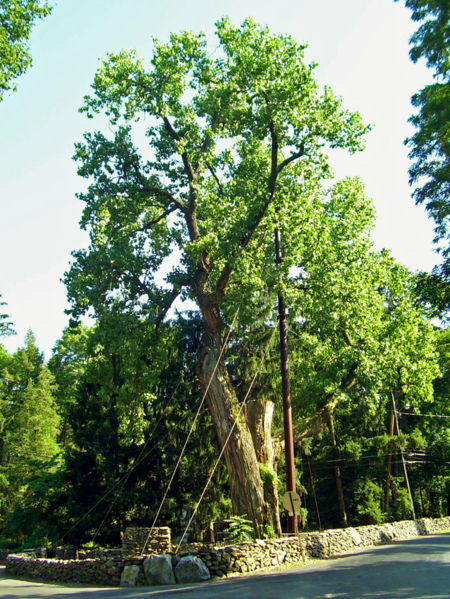
Der Balmville-Baum

Der Balmville-Baum (Balmville Tree) war eine Pappel aus altem Waldbestand, die an der Straßenkreuzung der River Road, Balmville Road und Grand Avenue in Balmville, im Bundesstaat New York wächst.
Es war der älteste Baum dieser Art in den Staaten der Ostküste.
Es wurde zunächst angenommen, dass dies einer der seltenen Bäume der nordamerikanischen Pappelart Populus candicans sei, aus deren Harz ein heilender Balsam hergestellt wird. Der Baum gab somit der benachbarten Gemeinde ihren Namen Balmville – Balsam auf Englisch Balm. Es war aber vermutlich eine Kanadische Schwarz-Pappel.

## Geschichte
In örtlichen traditionellen Überlieferungen heißt es, dass der Baum zu wachsen begann als George Washington seinen Spazierstock in der Zeit pflanzte, als er mit der Kontinentalarmee während der letzten Jahre des Amerikanischen Unabhängigkeitskrieges in der Nähe von Newburgh lagerte. Aber mit Hilfe von Bohrkernproben des Baumes wurde sein Wachstumsbeginn auf 1699 datiert, d. h. lange vor dem Amerikanischen Unabhängigkeitskrieg.
Im 20. Jahrhundert begann der Baum unter den Auswirkungen des fortgeschrittenen Alters und des Vandalismus zu leiden. Mitte der 1970er Jahre hatten Baumkletterer empfohlen, dass der Baum auf Grund einer möglichen Verkehrsgefährdung entfernt werden sollte. Einige Leute aus der Gemeinde Balmville unter der Leitung von Richard Severo, dessen Familie auf den Baum aufpasste, konnten ihn jedoch retten, indem die Bürger sich auf die historische Bedeutung des Balmville-Baumes beriefen.
Der Balmville-Baum hat dann in der Folgezeit beträchtliche Schutzbemühungen sowohl auf Ebene des Bundesstaates New York als auch auf Ebene der Bundesregierung der Vereinigten Staaten erfahren.
Ein beim Stamm platzierter Metallpfahl und ein effektives Pardune-System sorgen für die notwendige Standfestigkeit. Sowohl der Baum als auch das kleine Stückchen Land, auf dem er wächst, stehen unter besonderem Schutz durch das New York State Office of Parks, Recreation and Historic Preservation als ein deklariertes historisches Denkmal, und durch das New York State Department of Environmental Conservation als ein deklarierter "öffentlicher historischer Park" oder staatlicher Wald, womit dies der kleinste Park bzw. Wald von New York mit einer Gesamtfläche von 31 m² ist. Der Baum wird im National Register of Historic Places seit dem Jahr 2000 geführt.
2015 musste die Pappel gefällt werden.

## Maße
Der Durchmesser beträgt am Boden 7,6 Meter und die Höhe 25 Meter. Der Baum war früher 33,5 Meter hoch, seine Krone musste aber nach starken Sturmschäden durch Hurrikan Floyd im Jahre 1999 zurückgeschnitten werden.